# Anell d'Einstein

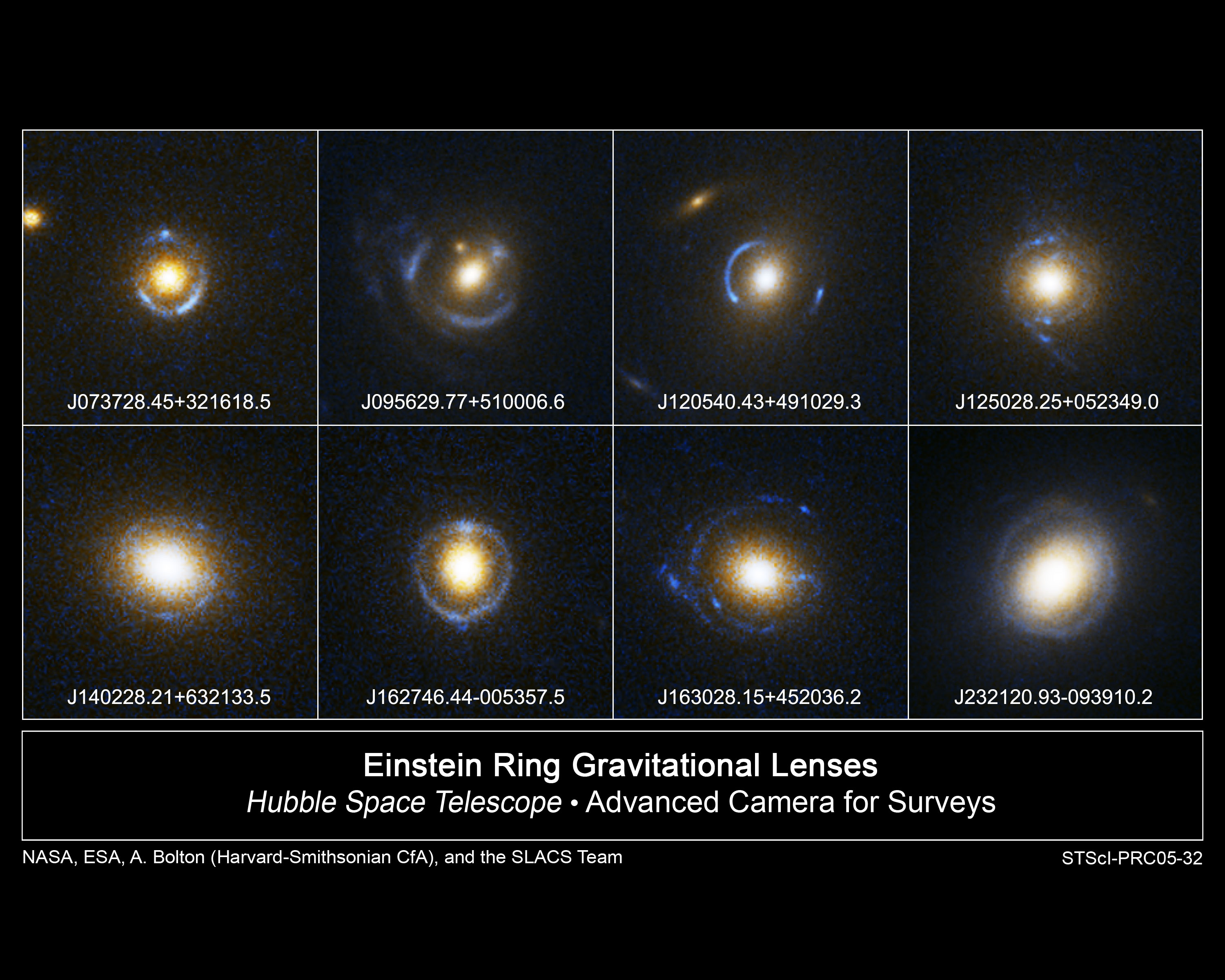
Anells d'Einstein vists pel Hubble.

En astronomia d'observació, un anell d'Einstein o anell de Chwolson és una deformació de la llum d'una font lumínica (com una galàxia o un estel) en anell per la desviació gravitacional de la llum per una lent (com una altra galàxia, o un forat negre). Això ocorre quan la font, la lent i l'observador estan del tot alineats; de no ser així, l'anell és parcial.

## Introducció
La desviació gravitacional de la llum és un resultat de la Teoria de la Relativitat General d'Albert Einstein. La llum d'una font que viatja, en comptes de fer-ho en una línia recta (tridimensional), és desviada (doblegada) per la presència d'un cos massiu, que deforma l'espaitemps. Un anell d'Einstein és un cas especial de desviació gravitacional de la llum, causat per l'alineació exacta de la font, la lent i l'observador. Això causa una simetria al voltant de la lent, causant una estructura semblant a un anell.

La mida de l'anell d'Einstein ve donada pel radi d'Einstein. En radiants, això és

{\displaystyle \theta _{E}=\left({\frac {4\cdot G\cdot M}{c^{2}}}\;{\frac {d_{LF}}{d_{L}\cdot d_{F}}}\right)^{1/2}}

on:
- {\displaystyle G} és la constant gravitacional,
- {\displaystyle M} és la massa de la lent,
- {\displaystyle c} és la velocitat de la llum,
- {\displaystyle d_{L}} és la distància cap a la lent,
- {\displaystyle d_{F}} és la distància cap a la font, i
- {\displaystyle d_{LF}} és la distància entre la lent i la font.

## Història
El doblegament de la llum per un cos gravitacional va ser predit per Einstein en 1912, uns anys abans de la publicació de la teoria de la relativitat general en 1916. L'efecte d'anell va ser esmentat per primera vegada en la literatura acadèmica per Chwolson en 1924. Albert Einstein va comentar en 1936 aquest efecte, però declarant:
En aquesta declaració β és el radi d'Einstein, modernament denotat θE. Einstein només considerava la possibilitat d'observar un anell produït per estels, que és baixa; no obstant això, la possibilitat d'observar aquells produïts per lents més grans com a galàxies o forats negres és més alta atès que la mida angular dels anells d'Einstein creix amb la massa de la lent.

## Anells coneguts
En l'actualitat es coneixen centenars d'anells d'Einstein. Prop de mitja dotzena d'ells són anells parcials, amb diàmetres de fins a un segon sexagesimal, no obstant això en la majoria, o la distribució de massa és irregular, o no existeix una alineació perfecta, per la qual cosa no s'ha observat un anell perfecte.
El primer anell d'Einstein pràcticament complet, designat B1938+666, va ser descobert en un treball de col·laboració entre la Universitat de Mánchester i el Telescopi espacial Hubble de NASA en 1998.

## Anells dobles

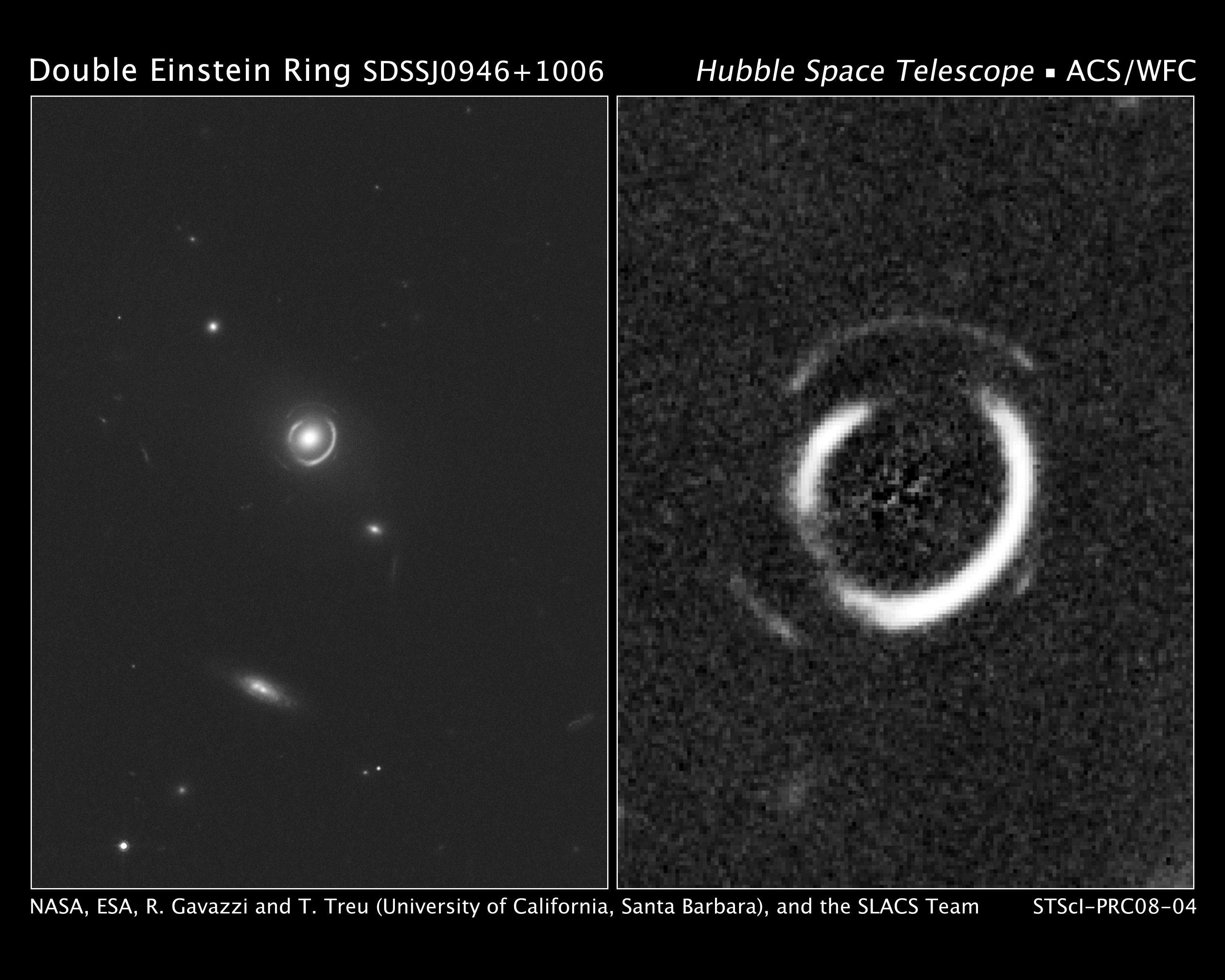
SDSSJ0946+1006 Doble anell d'Einstein.
Crèdit: Telescopi espacial Hubble/NASA/AQUESTA.

Usant el Telescopi espacial Hubble ha estat possible detectar un anell d'Einstein doble. Va ser trobat per Raphael Gavazzi del Space Telescope Science Institute i Tommaso Treu de la Universitat de Califòrnia, Santa Barbara. Aquest ens arriba de tres galàxies, a distàncies de 3, 6 i 11 mil milions d'anys llum.
Aquest tipus d'anells ajuden a entendre la distribució de la matèria i energia fosques, la naturalesa de les galàxies llunyanes i la curvatura de l'univers. Les probabilitats de trobar tals anells han estat estimades d'1 de 10.000. L'observació de 50 dobles anells lliuraria als astrònoms mesuraments més exactes sobre el contingut de matèria fosca de l'Univers, i sobre l'estat de l'energia fosca, dins d'un 10% de precisió.